# John Norris (militär)
John Norris (eller Norreys), född omkring 1547, död 1597, var en engelsk krigare. Han var son till Henry Norris.
Norris kämpade 1577-87 i Nederländerna som befälhavare för de engelska hjälptrupper mot spanjorerna. Norris anförde tillsammans med sir Francis Drake 1589 en engelsk flotta, som gjorde strandhugg på Spaniens och Portugals kuster.
År 1591 och 1593 stred Norris för Henrik IV mot den katolska ligans trupper i Bretagne. Norris var 1584 och från 1595 till sin död en av regeringstruppernas befälhavare under striderna mot upproriska katoliker på Irland.